# Jacques Robin (médecin)
Pour les articles homonymes, voir Robin et Jacques Robin.
Jacques Robin, né à Nantes le 31 août 1919 et mort à Paris 15e le 7 juillet 2007, est un médecin français et animateur de cercles de réflexion.
Ancien interne et ancien assistant des Hôpitaux de Paris pendant une quinzaine d'années. Directeur général du laboratoire Clin-Midy (l'une des composantes majeures de l'actuel Sanofi) pendant quinze ans, il a ensuite été conseiller du président de Clin-Midy pendant cinq ans. Il a créé et animé le Groupe des Dix. Il a été membre fondateur du Groupe de recherche interdisciplinaire (GRIT-Transversal).

## Du Groupe des Dix au Groupe de réflexion Inter et Transdisciplinaire
Jacques Robin rejoint le mouvement Objectif 72, initié par Robert Buron de 1966 à 1973.
Le Groupe des Dix a fonctionné régulièrement de 1969 à 1976, sur la base de réunions informelles tenues chez Jacques Robin, réunissant des personnalités aussi diverses que celles d'Henri Atlan, Jacques Attali, Jack Baillet, Robert Buron, Joël de Rosnay, Henri Laborit, André Leroi-Gourhan, Edgar Morin, René Passet, Michel Rocard, Jacques Sauvan et Michel Serres. Leurs débats exploraient des domaines aussi vastes que la cybernétique, la théorie de l'information, les relations entre violence et politique, les problèmes drainés par la croissance économique, ou les rapports masculin-féminin.
Certains d'entre eux participèrent, dès 1981, à la mise en place de structures officielles, telle le CESTA (Centre d'Étude des Systèmes et Techniques Avancées). Si la question principale portait à l'origine sur l'apport des connaissances scientifiques dans le domaine politique, elle a progressivement fait place à une interrogation sur la place de la technoscience et son asservissement à l'économie de marché.
L'aventure du Groupe des Dix, qui prit sa source dans la tourmente sociale de l'après mai 1968, jette une lumière nouvelle sur le problème de l'engagement des intellectuels et de leur fonction au sein de la société.
En 1983, dans le prolongement du Groupe des dix, Jacques Robin fonde le Groupe de Réflexion Interdisciplinaire (GRI), avec Henri Atlan et Jean-Pierre Dupuy. Le groupe publie une lettre d'information mensuelle : la Lettre Science Culture du GRI. Armand Petitjean, Ilya Prigogine, Basarab Nicolescu et bien d'autres y ont écrit, sur des thèmes en lien avec la bioéthique sociale, la théorie de l'autonomie, le partage des richesses et des activités, la systémique, la sémantique générale, la crise de la psychiatrie, les systèmes politiques.
En 1987, le GRI devient le GRIT (Groupe de Réflexions Inter et Transdisciplinaires), tandis que la Lettre Science Culture devient Transversales Science Culture en janvier 1990. Y collaborent, entre autres, Patrick Viveret, Roger Sue, Félix Guattari, André Gorz, Joël de Rosnay, René Passet, Henri Atlan, Stéphane Hessel. La revue se convertira en lettre électronique avec la création du site de Transversales.
En 2001, il initie avec Laurence Baranski, Patrick Viveret et Philippe Merlant le projet Interactions Transformation Personnelle - Transformation Sociale (Interactions TP-TS) qui se développera dans un premier temps au sein du réseau Transversales.

## Implication internationale
Jacques Robin compte également parmi les membres fondateurs du Collegium international éthique, politique et scientifique, association qui souhaite apporter des réponses aux peuples du monde confrontés aux nouveaux défis de notre temps.

## Œuvres
- Changer d'ère, Paris : Éd. du Seuil, 1989.  (ISBN 2-02-010477-6)
- De la croissance économique au développement humain, avec la collaboration du Groupe des dix, préface de René Passet, Paris, Éd. du Seuil, 1975
- Le jaillissement des biotechnologies, ouvrage coordonné par Pierre Darbon et Jacques Robin,

Paris, éd. Fayard, 1987.  (ISBN 2-213-01947-9)
- Quand le travail quitte la société post-industrielle, 2 vol., Paris, GRIT, 1994
- Sortir de l'économisme : une alternative au capitalisme néolibéral, sous la dir. de Philippe Merlant, René Passet et Jacques Robin, Paris : Éd. de l'Atelier / Éd. ouvrières, 2003.  (ISBN 2-7082-3683-0)
- L'urgence de la métamorphose, inscrire notre conscience humaine dans l'aventure de l'univers, Laurence Baranski et Jacques Robin, préface de René Passet], postface d'Edgar Morin, : InLibroVeritas, 2008  (ISBN 978-2-35209-185-1)
- L'urgence de la métamorphose : inscrire notre conscience humaine dans l'aventure de l'univers, Laurence Baranski et Jacques Robin, préface de René Passet], postface d'Edgar Morin, Paris, : Des idées & des hommes, 2006.  (ISBN 978-2-35369-000-8) (Cet ouvrage n'est plus trouvable, la maison d'édition ayant déposé le bilan pendant l'édition du livre, il sera (re)édité en novembre 2008 chez InLibroVeritas)